# Малый Сапожок
Малый Сапожок — село в Сапожковском районе Рязанской области России.

## География
Расположено в 4 км к северо-западу от районного центра — посёлка Сапожок.

## История
Впервые упоминается в Сапожковских писцовых книгах Г. Ф. Киреевского за 1627–28 годы, когда он входил как казацкое поселение из 15 дворов в состав Сапожковского городища, охранявшего юго-восточную границу Московского государства от набегов степняков. Название села, как и название Сапожка, связано с р. Сапожок и «Сапожковской дачей» – земельным массивом между Сапожком, Коровкой и Малым Сапожком, окруженным лесами.
Малый Сапожок в качестве слободы упоминается в Сапожковских писцовых книгах 1627-28 годов, где находившаяся в той слободе церковь именована Пятницкою, а в ней образы, книги, ризы, колокола и всякое церковное строение мирское и попа Якова. Пашни паханой, перелогу дикого поля двадцать четей в поле, сена 50 копен. По окладным книгам 1676 года в приходе значится только 8 четвертей в поле, копен 50, показано «полковых козаков и драгунов 30 дворов, неслужилых, беспашенных 5 дворов». Упоминаемая в XVII веке церковь в 1752 году сгорела, в марте того же года дано было по прошению причта и прихожан дозволение на построение новой церкви в честь св. муч. Екатерины. Прихожане села Малого Сапожка испрашивали дозволения им перекрыть церковь (1805 г. 14 февраля №16), в 1821 г. испрашивали дозволения в том же селе покрыть новым тесом и починить главы и паперти на их собственный кошт, а в 1827 г. 6 июня подали прошение о дозволении устроить иконостас. Каменная Богородицерождественская церковь с приделом Екатерининским начата была постройкою в 1839 году, но окончена во второй половине XIX века.
Во второй половине 19 века в Малом Сапожке начинают развиваться местные и отхожие промыслы. Согласно сборнику статистически сведений по Рязанской губернии 1890 года в Малом Сапожке имеются: волостное правление, школа и следующие промышленные и торговые заведения: 1 молотильная мастерская, 2 кузницы, 1 бочарное заведение, чайная и мелочная лавки. Местными промыслами занимаются: 14 пильщиков, 17 пастухов, 5 плотников, 3 кузнеца, 5 человек обрабатывают чужие наделы, 5 барышников, 9 сторожей, 2 делают молотилки, 2 коновала, 1 сапожник, 2 пчеловода, 1 оспопрививатель и 2 женщины-работницы. Отхожими промыслами заняты 34 ведерника, 26 чернорабочих, 25 работников, 12 сторожей, 2 делают молотилки, 1 ездит с молотилкой, 1 управляющий, 1 телеграфист, 1 кузнец, 2 дворника и 2 кучера, 2 женщины – 1 кухарка и 1 работница. Ведерники уходят в разный места, нигде не оставаясь подолгу, остальные промысловые отправляются на заработки преимущественно в Спасский уезд, в Ростов, Саратовскую и Самарскую губернии. 
В XIX — начале XX века село являлось центром Мало-Сапожковской волости Сапожковского уезда Рязанской губернии. В 1906 году в селе было 393 двора.
С 1929 года село являлось центром Мало-Сапожковского сельсовета Сапожковского района Рязанского округа Московской области, с 1937 года — в составе Рязанской области, с 2005 года — в составе Канинского сельского поселения.

## Население
| 1859 | 1897  | 1906  | 2010 |
| ---- | ----- | ----- | ---- |
| 1533 | ↗2145 | ↗2848 | ↘165 |

## Известные уроженцы
- Захарьящев, Василий Иванович (24 января 1946 — 28 января 2023) — российский политический деятель, депутат Государственной думы V созыва (2007—2011).
- Кочетков, Николай Яковлевич (1918—1988) — старший сержант, командир минометного взвода 615-го стрелкового полка, Герой Советского Союза. Похоронен в родном селе.
- Пономарёв, Николай Николаевич (1929) — заслуженный конструктор РФ, директор-главный конструктор ФГУП "Рязанское конструкторское бюро «Глобус», доктор технических наук, почетный гражданин Рязанской области и муниципального образования — Сапожковский район.
- Соловой, Сергей Авдеевич (1900—1946) — генерал-майор Советской Армии, участник Гражданской и Великой Отечественной войн.